# Homer and Eddie
Homer y Eddie (en inglés, Homer and Eddie) es una comedia estadounidense dirigida por Andréi Konchalovski y protagonizada por Whoopi Goldberg y Jim Belushi.

## Argumento
Un homicida psiquiátrico huido y con un tumor cerebral y con sólo un mes de vida conoce a un hombre discapacitado mental que se convierte en su compañero en un viaje en automóvil por el país que comporta una trascendencia inesperada a la vida de ambos.

## Reparto
- Jim Belushi como Homer Lanza
- Whoopi Goldberg como Eddie Cervi
- Karen Black como Belle
- Anne Ramsey como Edna
- Beah Richards como Linda Cervi
- John Waters como Robber
- Mickey Jones como Pizza Chef
- Tad Horino como Mickey
- Vincent Schiavelli como Sacerdote
- Fritz Feld como Morticia (en su último papel)
- Tracey Walter como Tommy Dearly
- Barbara Pilavin como la señora Lanza
- Angelo Bertolini como el señor Lanza